# Коржківці
Ко́ржківці— село в Україні, у Лановецькій міській громаді Кременецького району Тернопільської області. Розташоване на південному заході району. До 2020 року адміністративно село, разом з хуторами Дубина, Підвижгородок та Підлісся, належало до Верещаківської сільської ради. Розташоване за 22 км від м. Ланівці
Населення— 166 осіб (2001). Станом на 01.01.2011 - дворів 50, населення 140.

## Історія
За легендами, назва села походить від прізвища пана Коржака. Вона не видозмінювалася з часом.
У 1600 році в центрі села побудували капличку. Її ще називають від дня освячення 21 вересня 1900 р.  капличкою Святої Рівноапостольської Марії Магдалини. У "Ведомостях" верещаківської церкви за 1907 рік знайшли дані, що "въ приписной с. Коржковцахъ сооружена  каменная, крытая железомъ, часовня, в честъ св. Равноапостольной Марии Магдалины и в память кончины Государя Императора Александра III - го. 21 сентября часовня освящена. Въ 1901 г. въ ней сооружено приличный киотъ, в память выздоровления Государя Императора Николая II-го отъ болезни".
Капличку вже тричі реконструювали. Останній раз її відновили за кошти фермера І.В.Гусара у 2005 році.
Оскільки Коржківці до 1917 року були розташовані біля російсько-австрійського кордону, тут, як і у Верещаках, стояв гарнізон.
У Коржківцях функціонувала початкова школа. В після воєнні роки тут вчителював Д. Ковальчук.
1933р. - старостою був поляк М.Галіліз.
На 1936 рік село входило до ґміни Вишгородок Кременецького повіту.
1941р. - староста М.Гара.
1944 р. - староста П.П. Ковальчук.
1949 р. - створено колгосп.
У 1959 році в приватному будинку В. Ф. Хом'яка діяла читальня, якою завідувала О. П. Ковальчук. В ній налічувалося до 300 примірників книг. Згодом в приміщенні початкової школи відкрили сільську бібліотеку.
Протягом 2007 - 2008 років село було газифіковано. На коржковецьких землях розташована сільськогосподарська ферма "Айова"
У селі народився релігійний діяч, священник Григорій Хом'як.  
12 червня 2020 року, відповідно до розпорядження Кабінету Міністрів України № 724-р «Про визначення адміністративних центрів та затвердження територій територіальних громад Тернопільської області» увійшло до складу Лановецької міської громади.
19 липня 2020 року, в результаті адміністративно-територіальної реформи та ліквідації Лановецького району, село увійшло до складу Кременецького району.

## Населення

### Мова
Розподіл населення за рідною мовою за даними :
| Мова       | Кількість | Відсоток |
| ---------- | --------- | -------- |
| українська | 162       | 97.58%   |
| російська  | 2         | 1.21%    |
| румунська  | 2         | 1.21%    |
| Усього     | 166       | 100%     |

## Пам'ятки
- Каплиця (1927, мурована).
- Могила невідомих воїнів часів II світової війни (на хуторі Дубина).

## Соціальна сфера
У селі діють:
- ФАП
- Бібліотека

## Галерея

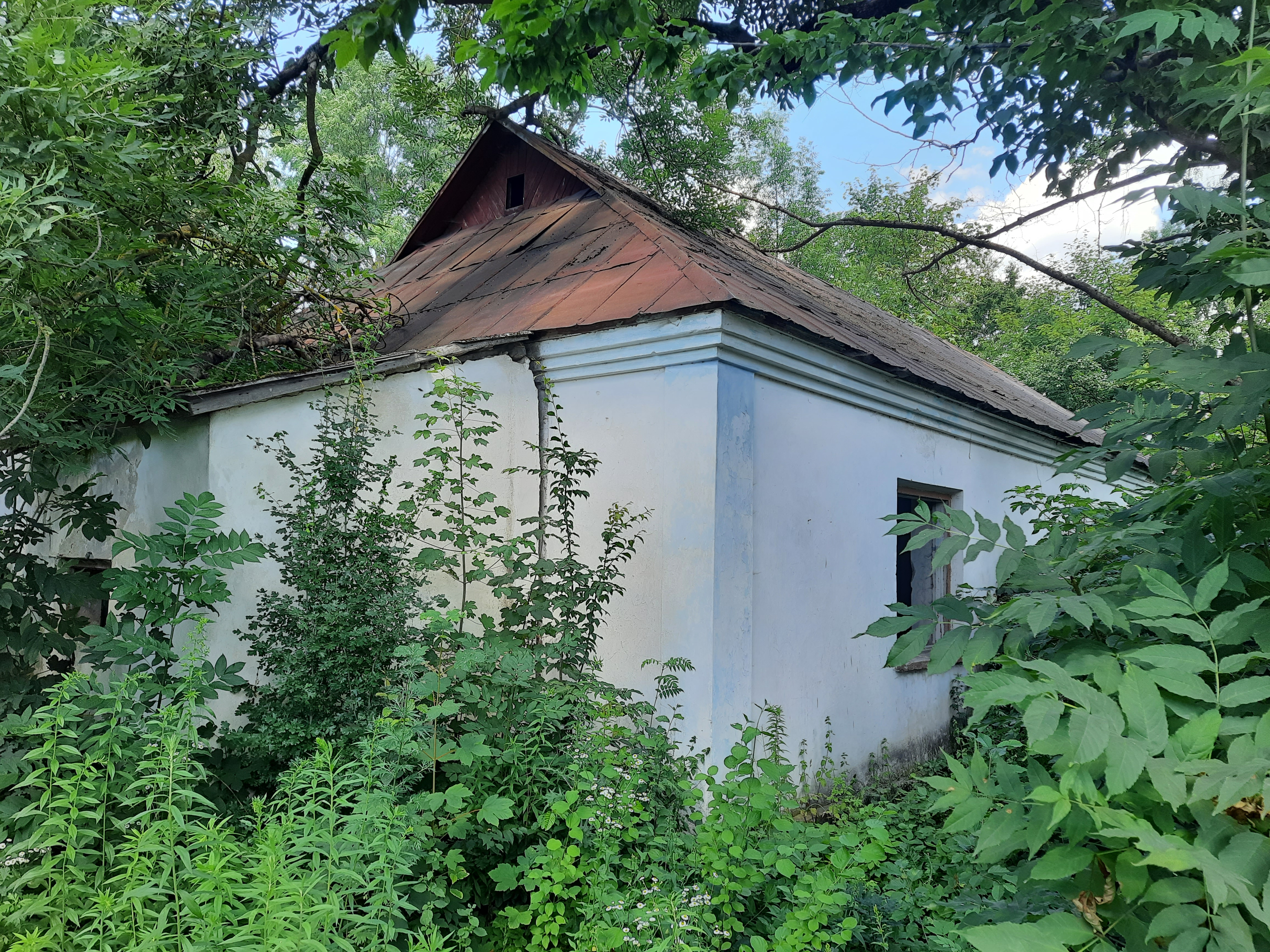
Будівля колишньої школи
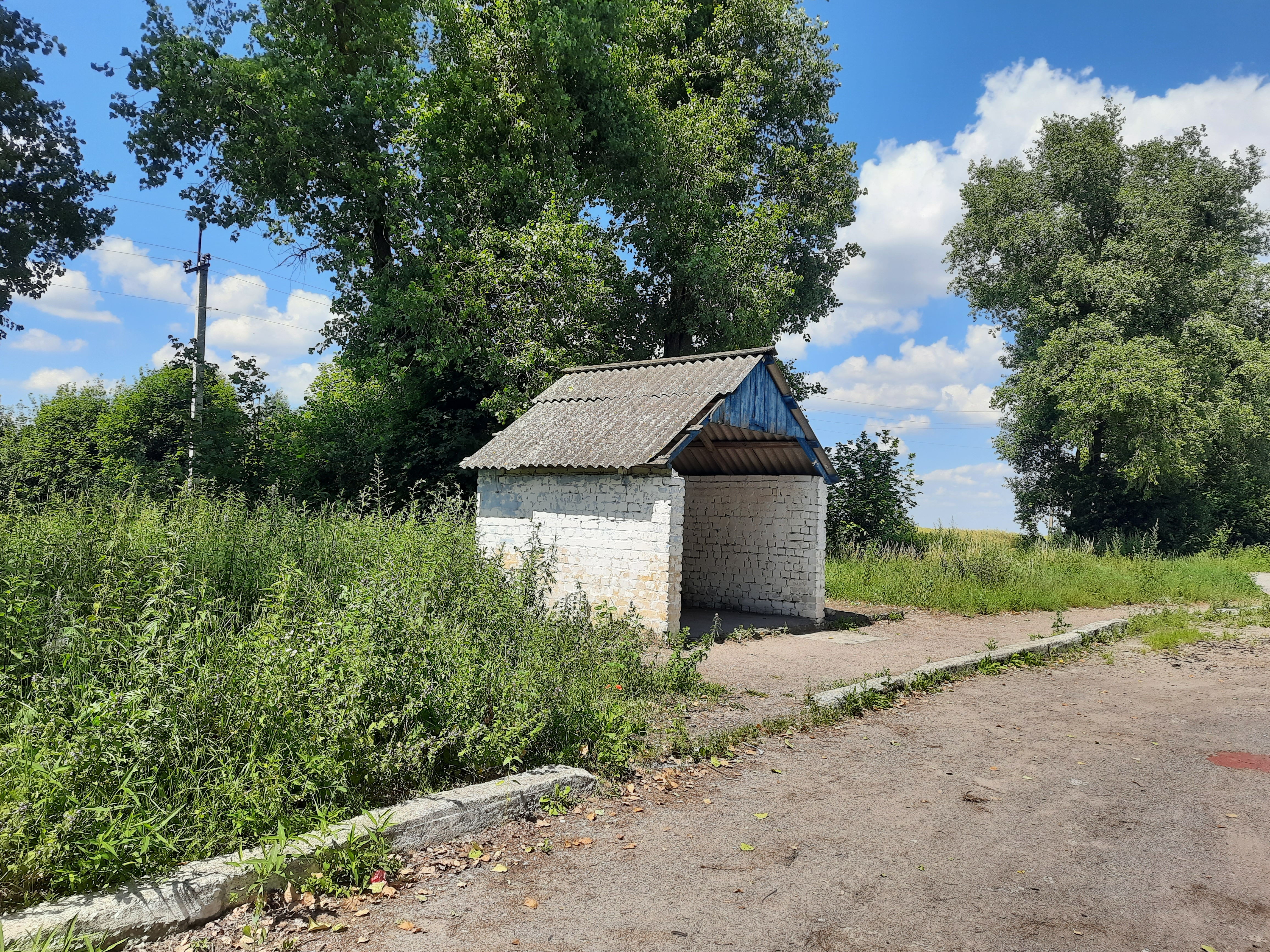
Автобусна зупинка